# Stäket
För andra betydelser, se Stäket (olika betydelser).

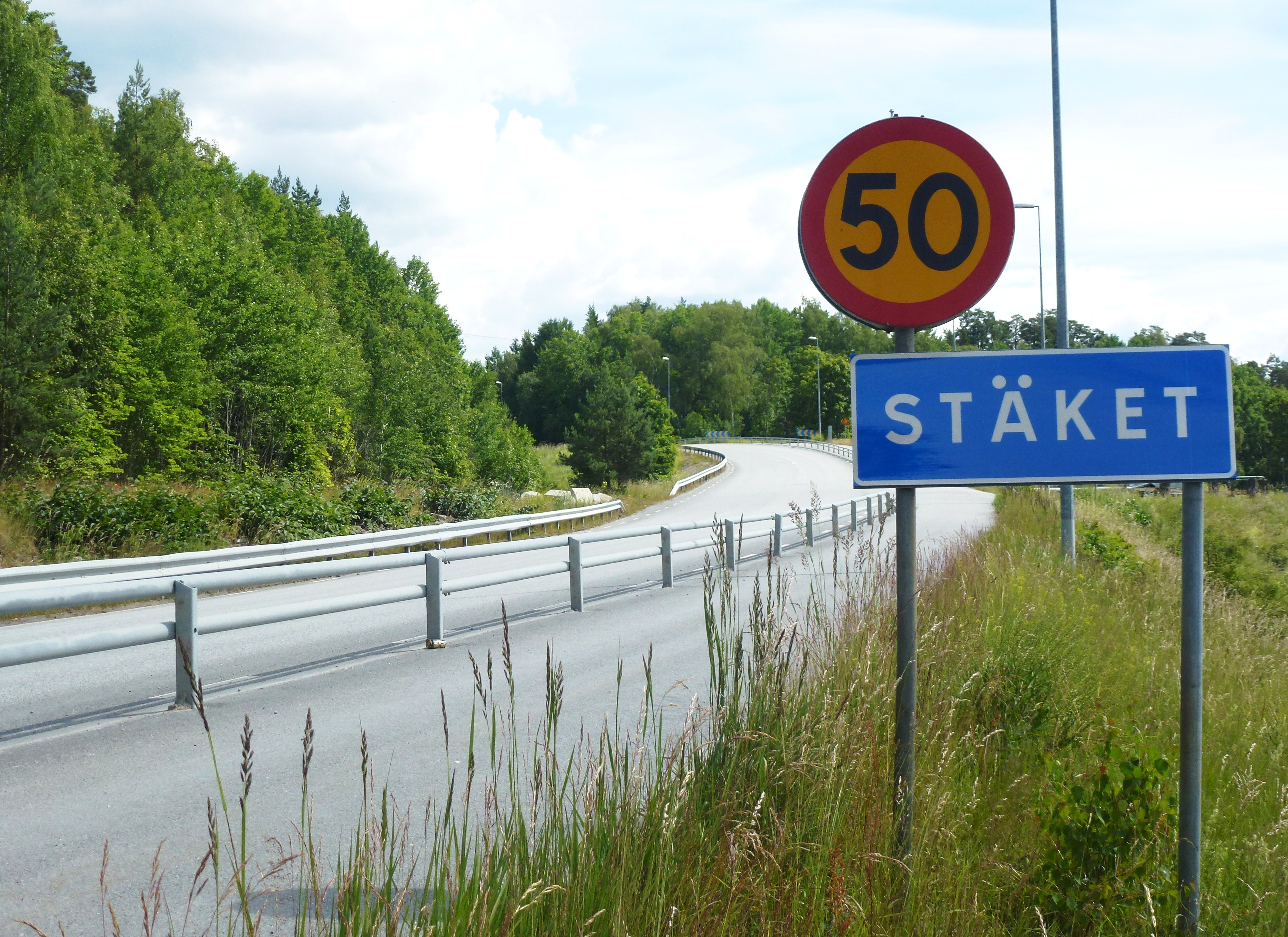
Vägskylt på Stäksön.

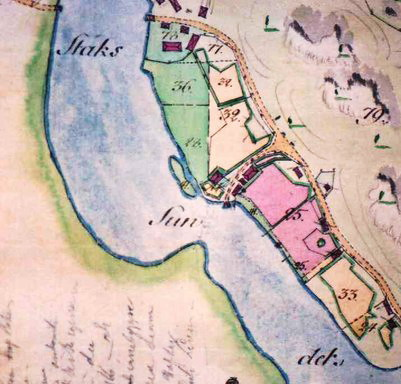
Stäket och Stäksundet 1801.

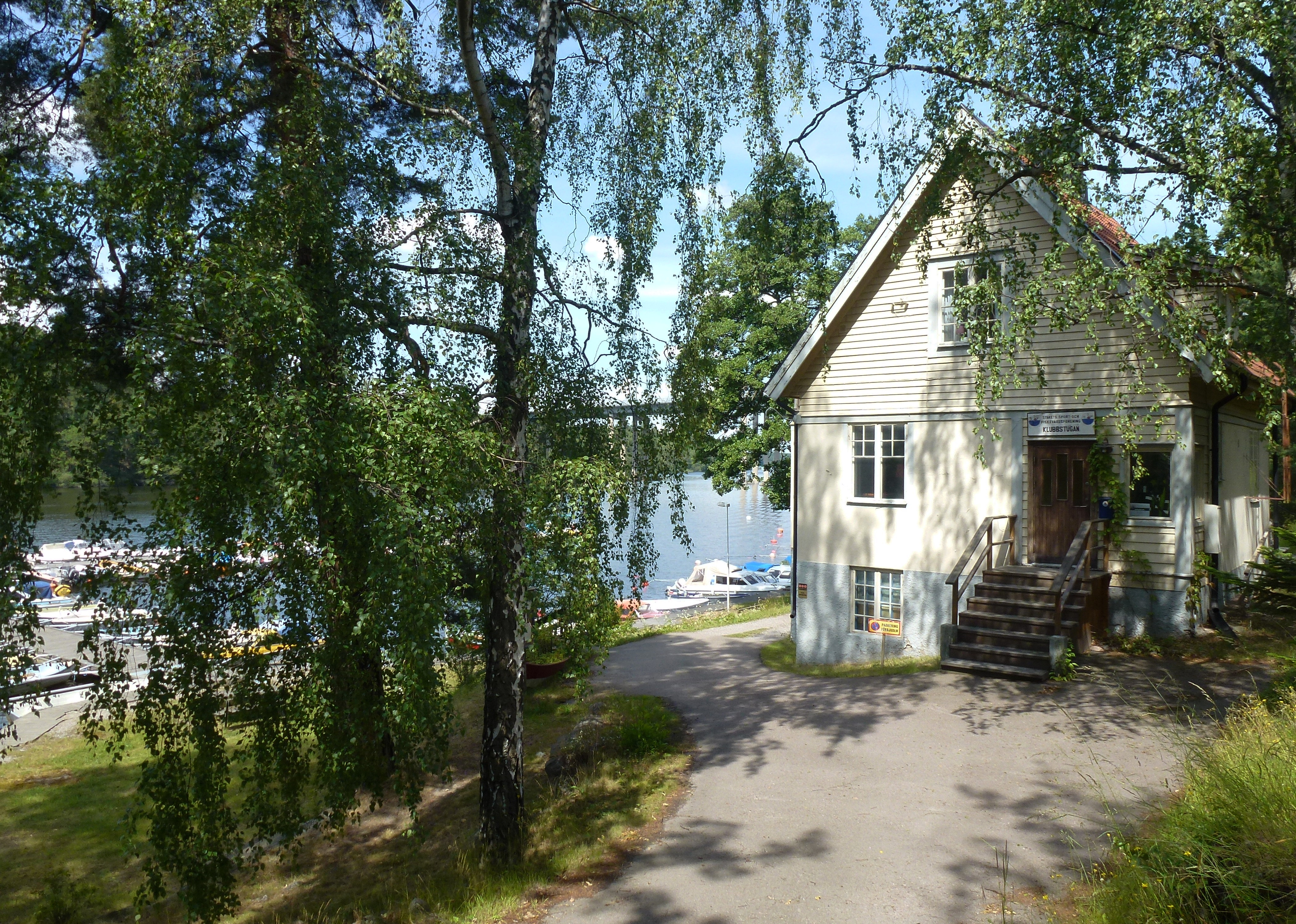
Bebyggelsen vid sundet, 2014.

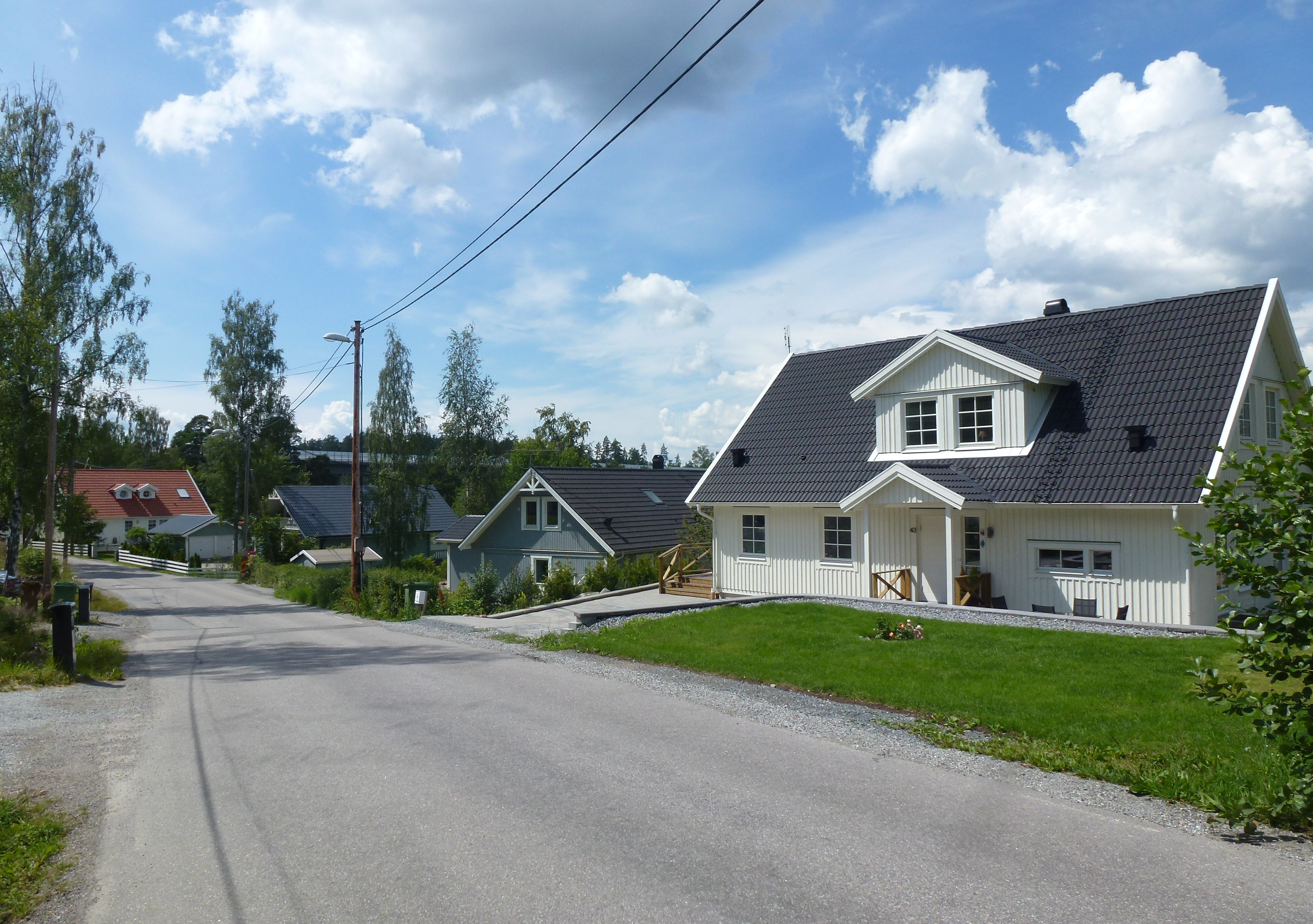
Stäkets nyare bebyggelse, 2014.

Stäket är ett bostadsområde i kommundelen Kallhäll-Stäket i Järfälla kommun i Stockholms län. 
Stäket ligger vid östra sidan av Stäksundet, längst norrut i kommunen och bebyggelsen ingår i sin helhet i tätorten Stockholm. Stäket delas upp i Norra Stäket och Södra Stäket, gränsen är motorvägen E18. Orten hade 2005 en befolkning på 2 093 personer och bebyggelsen domineras av friliggande villor och sommarbostäder. 

## Historia
Redan under 1620-talet planerade man en stadsbildning här i Stäket, och en liten koloni med hantverksyrken växte upp öster om sundet. Det var det området, som på 1600-talet kallades för Stäketfläcken.
Området kring Stäket, som omkring år 1900 hade avsöndrats från det stora godset Almare-Stäkets gård, var en del av egendomen som låg avsides. Denna del tillhörde då också en annan socken än huvuddelen av godset Almare-Stäket, nämligen Eds socken i Uppland. Bebyggelsen bestod huvudsakligen av gårdar och torp. Stäket överfördes den 1 januari 1955 till Järfälla landskommun. Tidigare hörde området till Eds landskommun och sedan en kort tid till Upplands-Väsby landskommun.
Stäket hade fram till 1968 en station vid Mälarbanan, längs dess gamla sträckning.

## Tidiga bosättare

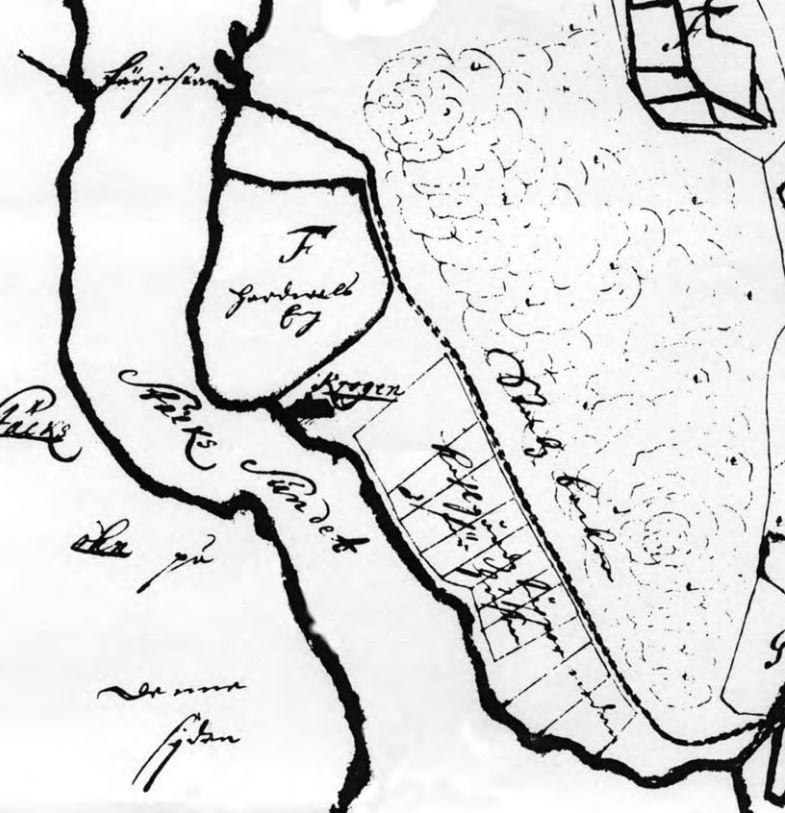
Del av 1690 års karta över området vid Stäketsundet med tomtindelningarna vid Stäketfläcken markerade.

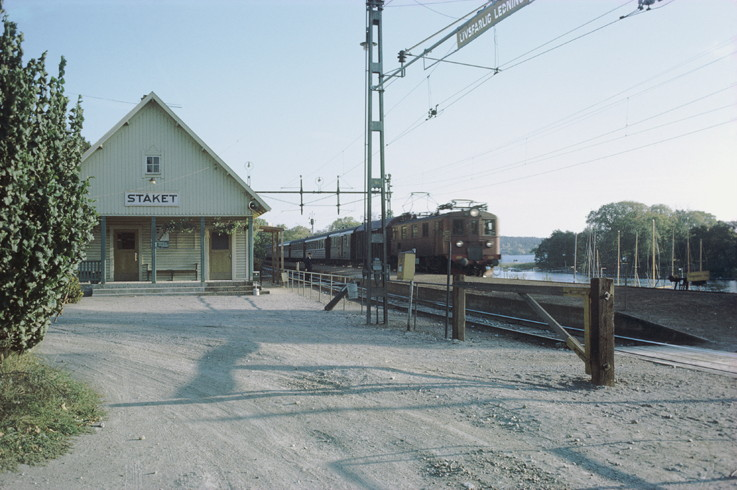
Stäkets stationshus byggdes år 1900 och var i bruk fram till 1968. Det revs så sent som 1973. Foto från 1960-talet.

I området vid Stäket, på östra sidan om Stäketsundet i nuvarande Järfälla kommun, bosatte sig i början av 1600-talet en rad hantverkare som skomakare, smeder, skräddare, glasmästare, timmermän och fiskare. En stadsliknande plats, Fläck, uppkom. År 1627 besökte ståthållaren på Stockholms slott och Uppsala slott, Lars Bengtsson Skytte (1574-1634), platsen.
Genom det tomtdokument som upprättades på Lars Bengtsson Skyttes uppdrag ges en bild av hur Fläcken var bebyggd. Med hjälp av tomtmätningsinstrument från 1627 går det att rekonstruera den karta som ritades vid det tillfället. Den som gjorde mätningen på Lars Skyttes uppdrag var en Anders Larsson. Väster om Enköpingsvägen låg 27 bebyggda tomter och sju obebyggda. Ett område i söder var avsatt för kapell och begravningsplats. Fyra gator ledde ner mot en lastplats vid vattnet. Som mest fanns 1628 omkring 30 hushåll vid Stäketfläcken, vid Stäkets stad. Alla stadshantverkare skulle inordnas i skråämbetena. Där enstaka utövare av ett hantverk fanns, skulle de inordnas under ett ämbete i Stockholm. Även hantverkare på landet skulle inordnas i systemet, men bara tillåtas på vissa orter, så kallade fläckar. År 1627 fanns vid Stäketfläcken ett tjugotal hantverkare bosatta. Drygt hälften av hantverkarna i Stäket ägnade sig åt beklädnad, det var sex skräddare, fyra skomakare och två skinnare.
Idag leder järnvägen över området som låg mellan Enköpingsvägen och vattnet. Det finns inga synliga spår kvar av Stäketfläcken. Vid Stäkets gamla stationsområde finns idag en vacker promenadväg, som följer den gamla banvallen. Under markytan vilar en spännande historia här. Där låg Stäkets stad eller Stäketfläcken som den också kallas.
Kring Stäkets station försökte man etablera ett exklusivt villasamhälle vid 1900-talets början. På branten öster om järnvägsstationen byggdes de första villorna 1904. Villa Pardala uppfördes 1906 och Villa Ekeliden 1907. Under 1900-talets första årtionden uppfördes sammanlagt ett 30-tal villor och sommarstugor. Sedan fortsatte utbyggnaden med några hus per år, men dessa var oftast mindre. Att den exklusiva förorten som planerades inte kunde realiseras berodde troligen på det stora avståndet till centrala Stockholm, de glesa tågförbindelserna och konkurrens från mer etablerade samhällen, som till exempel Djursholm. De bevarade villorna i området är uppförda i trä. De är relativt stora och individuellt utformade.

## Minnesstenarna från 1700-talet
På Enköpingsvägen i Stäket står två minnesstenar vid gångvägen upp mot berget. Minnesstenarna vid Stäket berättar om två kungliga giftermål. Den vänstra stenen berättar om prins Adolf Fredriks gifte med prinsessan Lovisa Ulrika 1744 och den högra stenen berättar om deras äldste son, den blivande kung Gustav III som gifte sig med den danska prinsessan Sofia Magdalena 1766. Minnesstenarna är skyddade enligt lag och har nr 164 i Riksantikvarieämbetets fornminnesregister för Järfälla socken.

## Elisabetsystrarnas kommunitet och kapell
På Stäketvägen 7 i Stäket uppfördes 1954 ett kapell efter ritningar av arkitekt Erik Stark. Det var år 1866 som de katolska Elisabethsystrarna startade en verksamhet med sjukvård och åldringsvård i Stockholm. Elisabethsystrarna inköpte år 1944 en villa vid nuvarande Stäketvägen 7, villa Elisabeth, som rekreations- och ålderdomshem för systrar, som arbetade där och sju år senare förvärvade de även grannfastigheten, villa Maria. Villa Elisabeth brann ned 1979, men ett nytt hus byggdes upp och man sålde då villa Maria.

## Landtransporter och vattentransporter

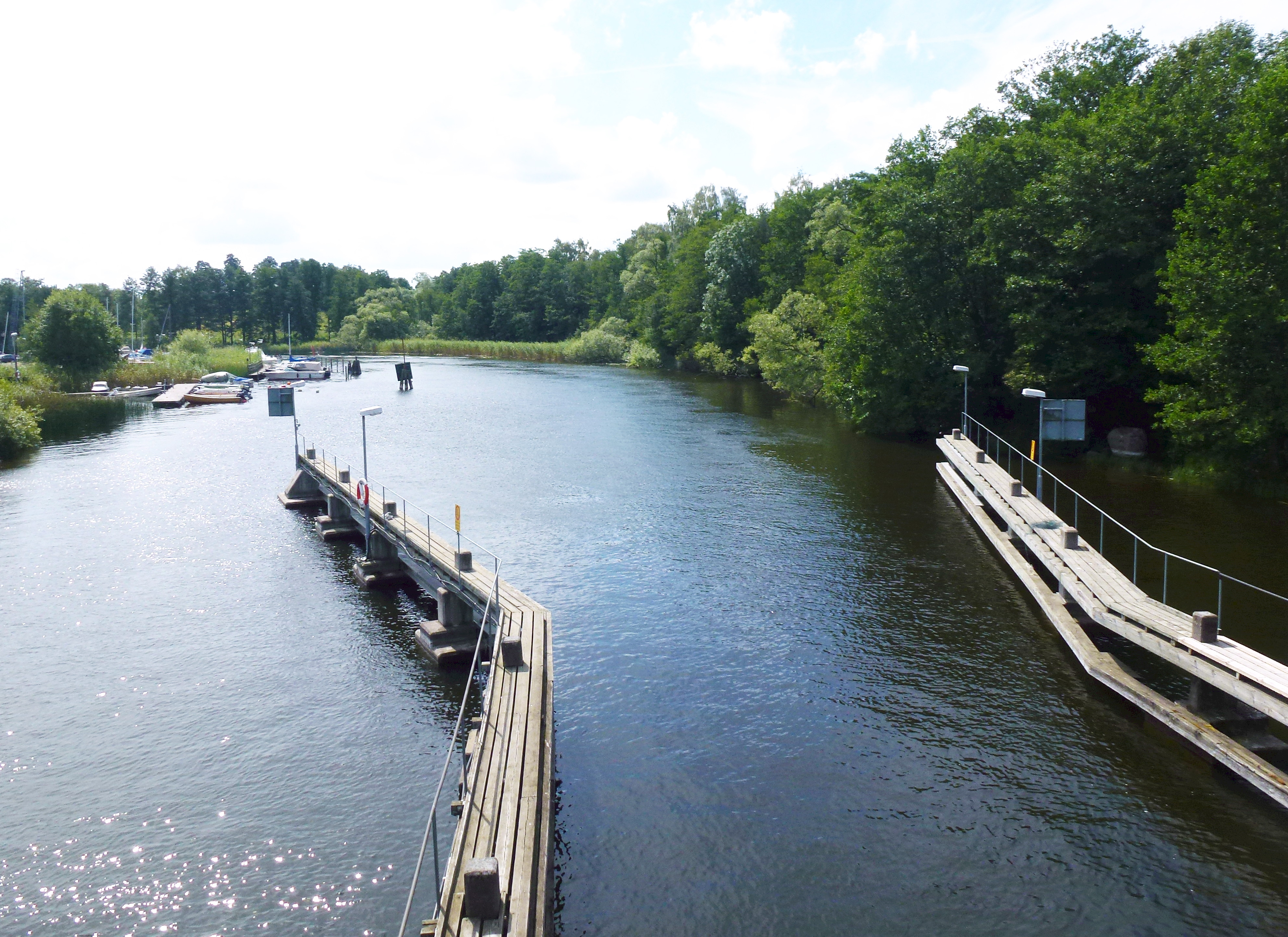
Stäksundet vid Stäketsholmen. Stäksundet i Mälaren sträcker sig mellan bostadsområdet Stäket i öst och Stäksön i väst och förenar fjärdarna Görväln och Skarven.

Redan under bronsåldern var Mälaren en viktig vattenled. Historiskt sett är Stäket en mycket viktig knutpunkt för både land- och vattentransporter vilket speglas i såväl nuvarande vägar och broar som i rester av äldre anläggningar. Här korsade landsväg, som ledde mot den norra mälarbygden och Bergslagen och vattenleden mot Uppsala. Därför har säkerligen den väg som gick via Barkarby och ledde vidare upp mot Stäket en hög ålder. I skriftliga handlingar omnämns en färja första gången på 1440-talet, men den har säkerligen funnits långt tidigare. I det smala och strategiskt viktiga Stäketsundet fanns på Biskopsholmen under medeltiden flera olika borgar som kan knytas till ärkebiskopsstolen i Uppsala. Här har omväxlande varit bro- eller färjeförbindelse genom tiderna.

## Enköpingsvägen och Gyllenstiernas väg

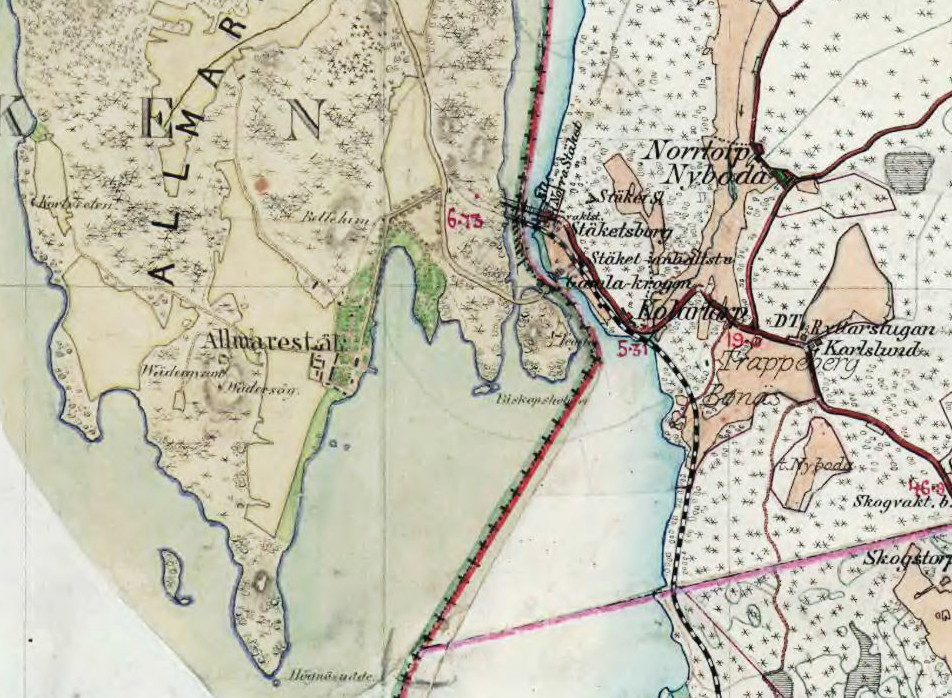
Häradskartan från Lantmäteriet visar Stäket, västra delen cirka 1860-talet, innan järnvägen kom och östra delen omkring 1900 med järnvägsbron och vägbron.

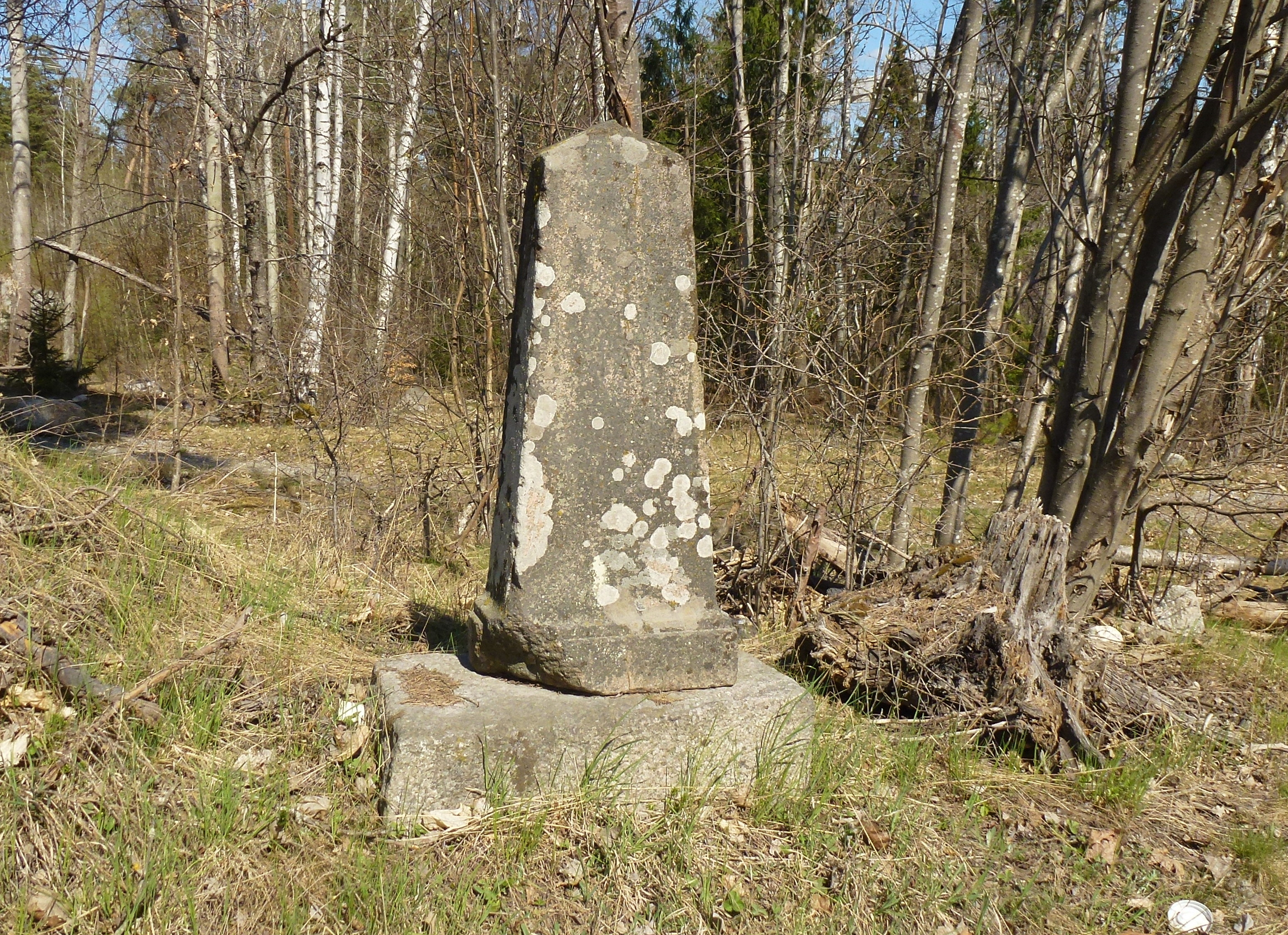
Milstenen vid Enköpingsvägen vid Stäksundet i Stäket.

I Stäkets villasamhälle är villorna vid Gyllenstiernas väg är bland de första som byggdes. Formspråket i det fashionabla villasamhälle som planerades avslöjas i villornas storlek och arkitektur, och i de väl tilltagna natur- och trädgårdstomterna.
Vid Stäket löper järnvägen och Enköpingsvägen samman på en smal markremsa. I öster begränsas utrymmet av en brant med stora villor och i väster vidtar Mälaren. På Stäketsholmen i Upplands-Bro kommun ligger resterna av den mäktiga biskopsborgen, Almarestäkets borg, ute i Mälaren.
Stäket var tidigt en knutpunkt för olika kommunikationer. Här löpte landsvägen till Enköping och Bergslagen samman med vattenvägen till Sigtuna och Uppsala. Så småningom tillkom ångbåtstrafik och järnväg. Redan på medeltiden gick landsvägen mot Bergslagen förbi Stäket.
En milsten av rödgrå granit står vid Enköpingsvägen vid Stäksundet i Stäket. Milstenen har beteckningen Kungsängen 2:1. Inskriften lyder: "Almare Stäk 2 MIL från Stockholm 1805". Milstolpen står i vägkanten av Enköpingsvägen strax väster om bron över Stäketsundet på Upplands-Bro-sidan.

## Biskop Olovs väg i Norra Stäket
På 1940-talet började dagens villasamhälle i Norra Stäket att byggas. Det var sedan AB Tomtcentralen köpt och styckat området. I väntan på att vatten- och avloppsfrågan skulle lösas infördes byggnadsförbud. Endast ett tiotal villor hann uppföras innan byggnadsförbudet utfärdades. Vid Biskop Olovs väg i nordöstra delen av Stäket uppfördes 28 kedjehus 1960. Husen är mycket typiska för 1960-talet. Husen hade eget avloppssystem, av vakuumtyp, utvecklat av ingenjör Joel Liljendahl. Någon ytterligare utbyggnad tilläts inte innan det kommunala vatten- och avloppsnätet byggdes ut i början av 1980-talet. 1982 antogs en stadsplan och idag präglas Norra Stäket nästan helt av den utbyggnad som skett under 1980-talet, främst villor. I södra delen av Biskop Olovs väg har kedjehusen enkla träfasader målade i grått och övervåningens gavelpartier i omväxlande grönt, rött och brunt. Med sin färgsättning och sin medvetna placering längs den böjda vägsträckningen skapas ett livfullt och väl sammanhållet gaturum.
I Iljansboda i Norra Stäket ligger villor och kedjehus, som byggdes i början av 1960-talet. I området installerades för första gången ett vakuum-avloppssystem efter ingenjör Joel Liljendahls patent. Iljansbodaskolan ligger på Biskop Johannes väg 16. Det är en kommunal grundskola med förskoleklass till och med årskurs 3, samt fritidshem.
Vägarna norr om motorvägen har uppkallats efter gamla ärkebiskopar.
- Biskop Henriks väg, Henrik Karlsson var ärkebiskop av Uppsala stift från 1383 till sin död 1408. Han bytte till sig delar av Almarestäket, vilka han dock senare sålde igen.
- Biskop Johannes väg, biskop Johannes var ärkebiskop av Uppsala stift från 1185 till sin död 1187. Biskop Johannes tillträdde posten som ärkebiskop 1185, men dödades vid Almarestäkets borg redan 1187 av estniska sjörövare som plundrade staden Sigtuna. Han efterträddes av biskop Petrus.
- Biskop Jöns väg, Jöns Bengtsson (Oxenstierna) den yngre var ärkebiskop av Uppsala stift från 1448 till sin död 1467. Han färdigställde Almarestäkets borg i början av 1450-talet. Borgen hade 300 mans besättning.

## Den första Stäketbron
Huvudartikel om broarna för vägtrafik: Stäketbron (vägtrafik);

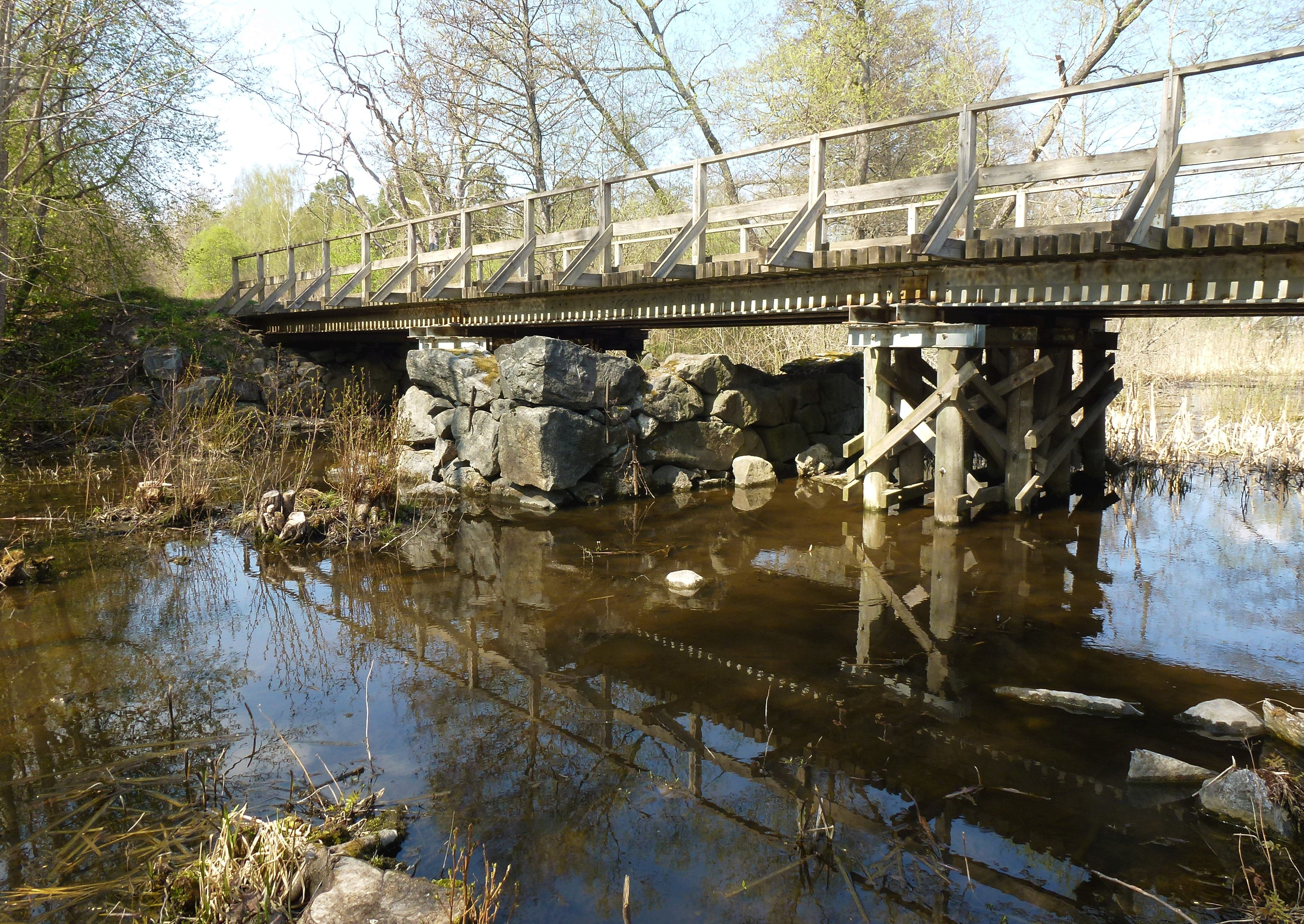
Ingenjörsbron (militärbron) vid Stäket med gamla broupplag i mitten.

Huvudartikel om broarna för spårtrafik: Stäketbron (spårtrafik);

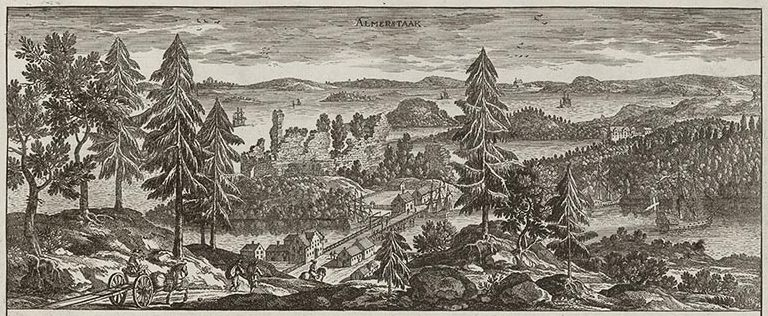
Almarestäkets borg (även Biskoparnas borg) på 1660-talet med 1636 års bro i Suecia antiqua et hodierna. Slottsruinen på Biskopsholmen och Stäkets slott till höger i bakgrunden. Kopparstick utfört åren 1670-1674 av Adam Pérelle (1640-1695).

Redan på medeltiden gick landsvägen mot Bergslagen förbi Stäket. Vid Stäket tillkom så småningom ångbåtstrafik och järnväg. Den första järnvägsbron, en lågbro över Stäketsundet, invigdes 1876. Över Stäketsundet anlades en svängbro, den bron är numera riven. Sedan 2001 finns en högbro över sundet som ersatte den äldre lågbron. Högbron, som är en bågbro, ligger cirka 200 meter norr om den gamla svängbron. 
På 1440-talet omtalas för första gången en färja. Den första bron, som låg söder om den nuvarande bron, byggdes av staten på 1630-talet. Bron som löpte via Stäketsholmen ersattes och byggdes om ett flertal gånger tills den förstördes fullständigt vid vårfloden 1670 eller 1671. Trafiken sköttes därefter med färjor tills Almare-Stäkets gårds ägare, landshövdingen och greven Samuel af Ugglas, bekostade en ny bro 1804. Han lät reparera och bygga om den gamla bron. Även denna ledde via Stäketsholmen. Samuel af Ugglas erhöll sedan rätt att uppta bropengar. Från denna bro återstår idag rester av västra brofästet i form av en cirka 15 meter lång, fem meter bred och tre meter hög stensatt konstruktion.
På samma plats som dagens bro byggdes nästa landsvägsbro 1862-1863. Denna bro, som byggdes på 1860-talet, var en svängbro av järn som vilade på pelare och landfästen av sten. Bron rasade 1922 efter en lång tids vanskötsel. Därefter användes en provisorisk flottbro tills den nuvarande svängbron kom på plats 1926. I mitten av 1960-talet byggdes en ny motorvägsbro norr om de gamla överfarterna i samband att den nya sträckningen av E18 byggdes. På militärbron finns brons äldre mittupplag av bearbetad gråsten bevarat. Nuvarande bro är en träkonstruktion på stålbalkar, som enligt en minnestavla på broräcket restes 1981 av Svea ingenjörregemente, Ing 1, femte kompani.

## Avgifter
De som passerade bron eller färjan måste fram till 1927 erlägga en avgift. Av dessa pengar skulle sedan bro- eller färjevakten betala arrende direkt till staten eller via Almare-Stäkets ägare. Arrendatorn bodde länge på Stäketsholmen, men 1754 flyttades bostället till det norra färjeläget på östra sidan om Stäket.

## Krogar för väg- och sjöfarande

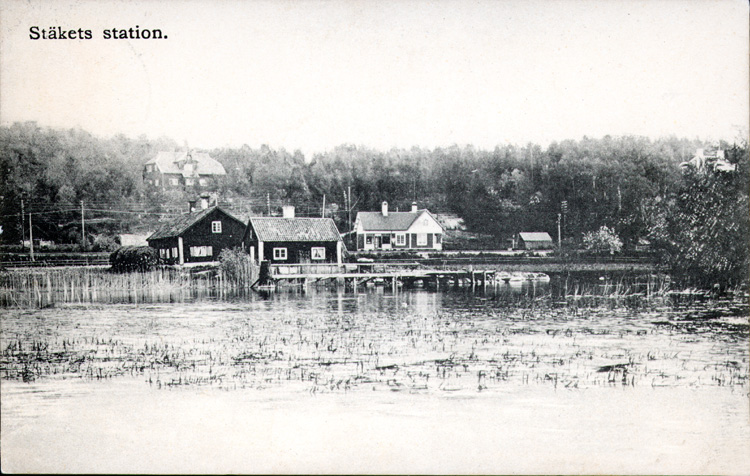
Stäketsundet 1906-1908. Utmed sundet ligger Stäkets värdshus och Stäkets krog. Till höger om krogen ligger Stäkets järnvägsstation. Bakom värdshuset ligger villa Pardala, som byggdes 1906.

Under många hundra år fanns krogar vid Stäket för väg- och sjöfarande. I domboken från 1629 omnämns den första krögaren på östra sidan. Vid de olika överfarterna har krogar och värdshus har legat på båda sidor om sundet. Den troligen sista krogen, "Almare Stääks Wärdshus", drevs till 1867. En byggnad från denna krog, som låg vid den södra bron, finns kvar. Detta hus kallades vid en syn 1863 för "Krogbyggningen" till skillnad från den stora "Wärdshusbyggningen". Stäkets krog och Stäkets värdshus låg vid fästet för 1636 års bro. Samtidigt som den låg utmed landsvägen Stockholm-Enköping, låg den också invid segelleden Stockholm-Uppsala. Krogen nämns första gången 1669, då dess krögare hette Olof Gustafsson. Krogverksamheten upphörde någon gång på 1870-talet. Värdshusbyggnaden, som låg vid det gamla brofästet, revs 1956. Kvar finns dock den så kallade Krogbyggningen. 
Även stugan Stäketsborg, som i sin äldsta, södra del torde vara från sent 1600-tal och som tillhörde Almare-Stäkets gård, som ursprungligen uppfördes 1582, cirka km sydväst om Almare-Stäkets borg. Stäketsborg ligger vid den nuvarande bron och den har möjligen under någon period inrymt krogverksamhet. Vid 1800-talets början fanns det troligen en krog i huset, men det är osäkert hur länge krogen fanns där. Stäketsborgs byggnad får inte förväxlas med ovannämnda Stäkets värdshus, som låg längre söderut och som numera är rivet. Stäketsborgs stuga byggdes till någon gång på 1700-talet och fick då sin nuvarande längd. Stäketsborg var annars färje- och broarrendatorernas boställe från 1754. Dagens huvudbyggnad vid Stäketsborg härrör från den tiden, men kan även innehålla delar från den äldre bebyggelsen som flyttades från Upplands-Brosidan.
Almare-Stäkets borg eller Biskoparnas borg, byggdes redan under 1100-talet på Stäketsholmen och fungerade som försvarsanläggning för städerna Sigtuna och Uppsala. Borgen låg vid den viktiga färdleden mellan Västerås och Stockholm. Ärkebiskopens borg revs 1518 och Stäkets rivning blev därmed slutpunkten på maktkampen vid Almare-Stäkets borg. Borgruinen har idag spår av fundament och husgrunder med gropar fyllda av gråsten och enstaka murtegel.

## Ångbåtarna

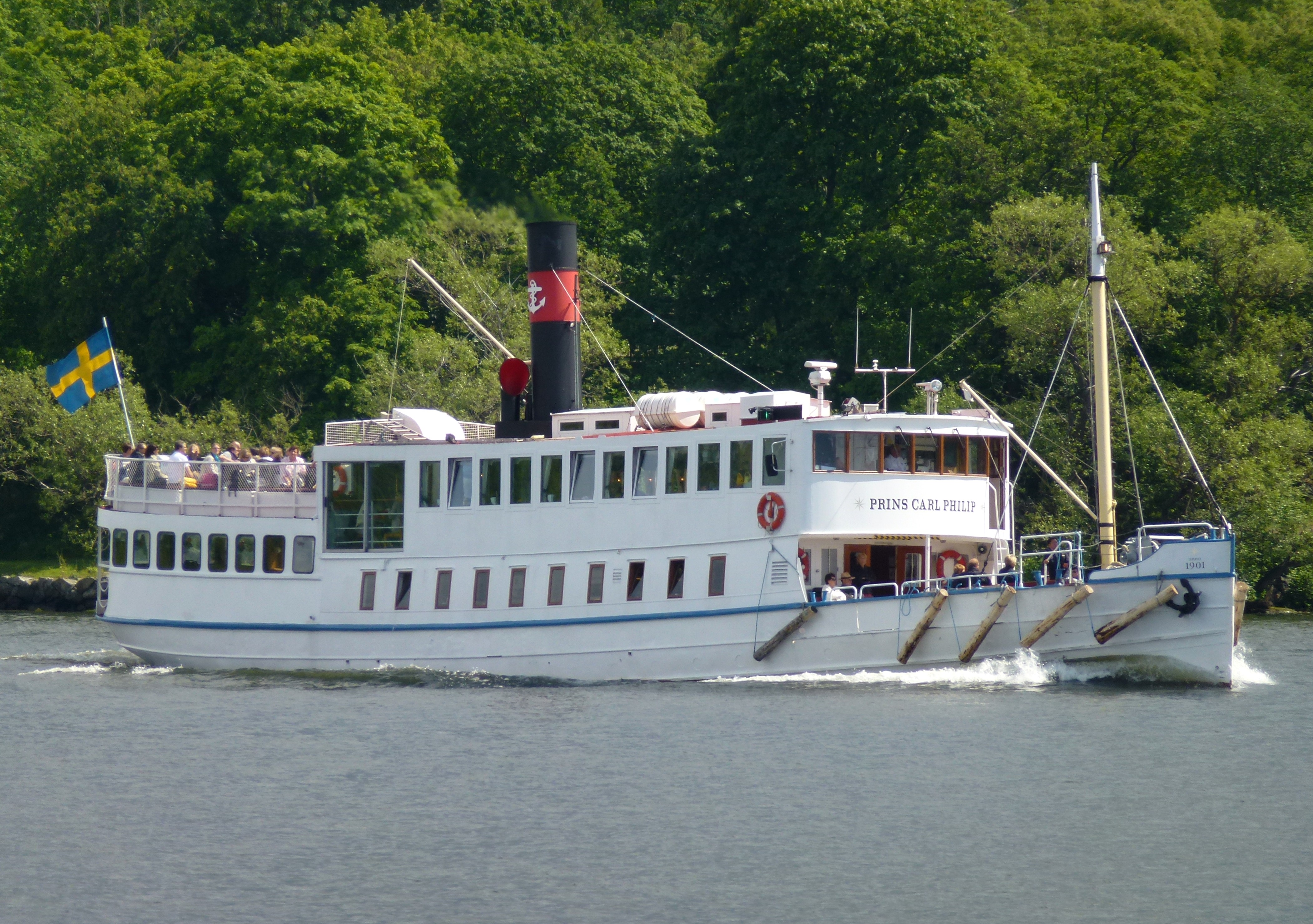
M/S Prins Carl Philip byggdes som ångfartyg på Bergsunds Mekaniska Verkstad i Stockholm 1901 och döptes då till M/S Nya Hillersjö och trafikerade sedan Mälaren.

I sundet vid Stäket har båttrafiken lång tradition. Den första ångbåtslinjen till Uppsala gick också förbi Järfälla socken. I Järfälla fanns ångbåtsbryggor vid de större gårdarna. Lugnhamn och Stäket hörde på den tiden till Eds socken och inkorporerades med Järfälla först 1955. Vid Lugnhamn finns ångbåtsbryggan kvar samt husgrunder som möjligen är resterna efter ett tegelbruk. Vid Kallhälls gård i området Kallhäll-Stäket fanns också en ångbåtsbrygga. En av förutsättningarna för Bolinders Fabriks AB:s flytt till Kallhäll i början på 1900-talet var just närheten till Mälaren, eftersom en stor del av godset fraktades sjövägen mellan fabrikerna på Kungsholmen och Kallhäll. Vid Stäket fanns en av bryggorna som anlöptes.
För sjökommunikationer började ångbåtar användas under 1800-talets första hälft. År 1818 blev Samuel Owens första ångfartyg för passagerartrafik klart och samma år gjorde fartyget resor från Stockholm till höstmarknaden i Uppsala. Samuel Owen var en brittisk-svensk tekniker, konstruktör och industriman och han har kallats "den svenska verkstadsindustrins fader". Under 1800-talet blev sedan ångfartyg en allt vanligare företeelse utmed Järfällas kust. De ångbåtsbryggor där båtarna lade till var Riddersvik, Lövsta, Sandvik, Görväln (Tegelbruket), Kallhäll (Piludden), Stäket, Uddnäs och Lugnhamn. Under denna tid tillhörde Stäket, Uddnäs och Lugnhamn dock inte Järfälla.
Andra linjer som anlöpte bryggor i Järfälla var Stockholm-Ekolsund, Stockholm-Brogård och Stockholm-Sigtuna-Örsundsbro. En särskild ångbåtslinje öppnades 1859 till Hässelby och Svartsjölandet och vidare till slutstation vid Brogård. Dit gick 1886 den rammstävade ångaren Hillersjö som också anlöpte Sandvik ett par kilometer efter Hässelby och därefter Görväln och Kallhäll. Ångaren gick ända fram till Almarestäket innan den vände och via bryggor på Brosidan gick åter ut mot Brofjärden. Andra linjer som anlöpte bryggor i Järfälla var Stockholm-Ekolsund, Stockholm-Brogård och Stockholm-Sigtuna-Örsundsbro.
Hjulångaren Upsala byggdes vid Samuel Owens verkstad på Kungsholmen 1822. Upsalaångbåten hade en längd av 78,25 fot, var 14,19 fot bred och hade en maskinstyrka på 22 hästkrafter. Ångbåten Upsala kunde ta 200 passagerare. Trähjulångaren Upsala sattes in i regelbunden ångbåtstrafik mellan Stockholm och Uppsala den 6 maj 1822 På premiärturen anlöpte den bland annat Stäket. Båten anlöpte däremellan Nockeby, Stäket, Rosersberg, Sigtuna och Skokloster. Under mer än hundra år avlöste båtarna varandra och underlättade både person- och godstrafiken för Järfällaborna. Ångbåten Upsala var i trafik Stockholm-Uppsala åren 1822-1838. M/S Prins Carl Philip byggdes som ångfartyg på Bergsunds Mekaniska Verkstad i Stockholm 1901 och döptes då till M/S Nya Hillersjö och trafikerade sedan Mälaren. 1901 blev hon insatt mellan Stockholm - Nockeby - Hillersjö (Hilleshögby) - Svartsjöviken (Svartsjö slott, Svartsjö), men man fraktade även fångar till Svartsjö fångvårdsanstalt på Svartsjö slott på Färingsö. Hon har sedan blivit omdöpt till Bayard, till Hönö och till Bayard igen, för att slutligen 1981 få namnet M/S Prins Carl Philip. Hon blev motoriserad 1952.
Ångbåtstrafiken upphörde 1939, efter övermäktig konkurrens först av järnvägen sedan av biltrafiken.

## Järnvägen

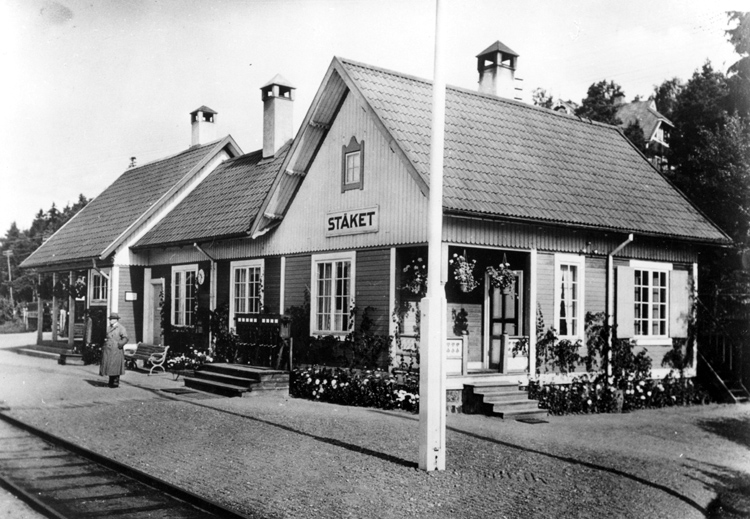
Stäkets järnvägsstation på Västeråsbanan år 1900.

Det var tillkomsten av Västeråsbanan (nuvarande Mälarbanan) som gjorde området i Järfälla attraktivt att bebygga. Kommunens tätorter har vuxit upp i järnvägens närhet. En järnväg mellan Stockholm och Västerås började tidigt att diskuteras, men det dröjde till 1871 innan arbetena startade. Efter en del ekonomiska problem invigdes banan 1876 av kung Oscar II. Från år 1900 stannade tågen i Stäket. Stäkets station lades ner 1968 när pendeltågstrafiken startades på linjen. Stationshuset, som var från år 1900, revs 1973. Västeråsbanan var den första privata järnvägen i Stockholmstrakten. Det var riksdagsmannen Erik Josias Sparre (1816-1886) som var den främste initiativtagaren till järnvägen. Omkring år 1870 drev han starkt frågan om att järnvägsbyggandet i Sverige enbart borde ske i privat regi. Till detta hade han starkt stöd av bland annat Albert Lindhagen, som var ledamot i Stockholms stadsfullmäktige. Efter diverse turer kunde bygget påbörjas och år 1876 öppnades sträckan Stockholm-Köping för trafik. Från början var den enda stationen i Järfälla Jakobsberg, vars stationshus från tiden, Jakobsbergs gamla stationshus, fortfarande finns kvar, stationen öppnades 1876. På dåvarande Stockholm-Västerås-Bergslagens Järnvägar togs Kallhälls station i bruk år 1907 för att betjäna Bolinder Fabriks ABs nya industriområde och anslutande villaområde. I anslutning till överfarten över vattnet vid Stäket, låg Tegelhagen och Kolartorp vid landsvägen. Dessa två så kallade Stäkethemman omnämns i skriftliga källor för första gången i mitten av 1500-talet.

## Stäketskolan

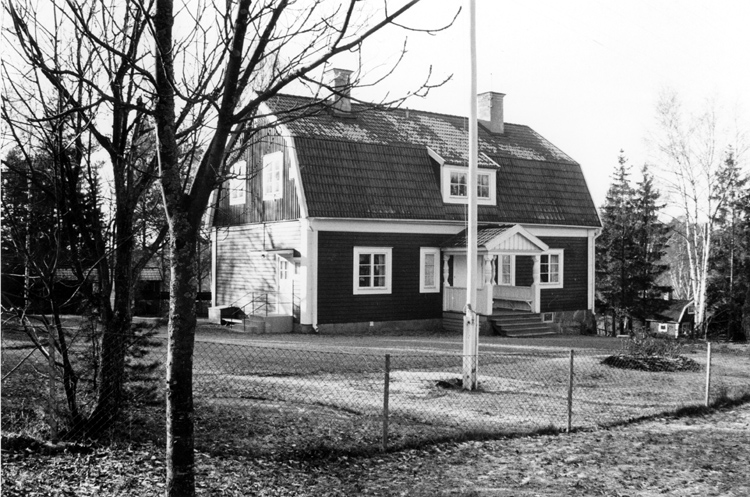
Stäketskolan från nordost 1961. Huset byggdes 1916 och har fortfarande kvar exteriören i praktiskt taget oförändrat skick.

Flera år efter det att villasamhället etablerades byggdes Stäketskolan år 1916 på Willem Boys väg 21. Stäketskolan är en av Järfälla kommuns få äldre skolhus som är välbevarat sedan byggnadstiden. Fasaderna är klädda med rödfärgad panel som tillsammans med de vitmålade snickerierna ger huset ett drag av nationalromantik. Det har ett brutet sadeltak med rött tegel. I bottenvåningen har skolhuset två klassrum och på vinden en lärarbostad.

## Gårdarna Bonäs och Trappeberg
Sedan 1500-talet är gårdarna Bonäs och Trappeberg skriftligt kända. På 1630-talet förlänades de till Almare-Stäkets ägare. Det var då som Almare-Stäkets gård ägdes av landshövdingen i Uppsala län friherre Göran Göransson Gyllenstierna d.ä., som även avled här 1646. Grunden till anläggningen vid den nuvarande gården är troligtvis från 1640-talet. Godset stannade i Gyllenstiernas släkt till 1683, då den återgick till kronan och indelades på kavalleriet. Bland senare ägare märks ämbetsmannen och politikern, greve Magnus Julius De la Gardie (1674-1741), som förvärvade egendomen 1722 och hovmarskalk, friherre Adolf Rudbeck (1726-1801), som var ägare från och med 1796 och tidigare ägare till Görvälns slott åren 1778-1796. År 1799 köptes herrgården av greve och landshövding Samuel af Ugglas, som lät bygga om den till sitt nuvarande utseende. Han använde huset som ett representations- och övernattningsställe. Han bekostade även reparationen av den närbelägna vägbron över Stäksundet och lät resa den ännu bevarade minnesstenen, obelisken, där. Gårdarna Bonäs och Trappeberg fortsatte dock att brukas som självständiga enheter fram till mitten av 1800-talet. Jordbruket lades då direkt under Almare-Stäket och Bonäs kom att bli hemvist för statfolk.

## Stäkets villasamhälle
Området vid Bonäs började styckas för villabebyggelse år 1906 och samtidigt kom Stäkets villasamhälle till. Vid Bonäs brygga 1-3, på en utskjutande udde vid Görvälnsfjärden, på platsen för Bonäs gård, uppförde bankdirektör Frans Hallberg omkring år 1907 en stor villa, Bonäsvillan. Villans arkitekt var Gustaf Hermansson. Han var även upphovsman till Sofia kyrka och Oscarskyrkan i Stockholm. Fastigheten avsöndrades från Almare-Stäkets gård. I samband med detta revs de kvarvarande gårdsbyggnaderna. Vid samma tid bebyggdes vid Bonäsvägen 38 även den då obebyggda gården Trappeberg med en större villa. De tre stora villor som är bevarande i området är individuellt utformade i en för tiden typisk stilblandning av nationalromantik och jugend. Ett antal exklusiva villor uppfördes efter ritningar av kända arkitekter. Dessa välbevarade villor är tillsammans med området vid Enköpingsvägen - Gyllenstiernas väg ett av de tidigaste försöken att etablera ett exklusivt villasamhälle i nuvarande Järfälla kommun.
Markägaren till Almare-Stäket lät upprätta en tomtstyckningsplan. Då var tanken att man i det natursköna området skulle låta uppföra en villastad för välsituerade villaägare. Detta var på initiativ av stationsföreståndaren Carl Lindau från Riddersviks gård, som skötte tomtförsäljningen åt AB Hesselby Egendom.

## Tidigare tätort
Bebyggelsen i Stäket definierades 1950 som en tätort, som från tätortsavgränsningen 1980 räknas som sammanvuxen med och ingående i Stockholm. Den före detta tätorten har kod TX030.

### Befolkningsutveckling
| Befolkningsutvecklingen i tätorten Stäket 1950–1980 | Befolkningsutvecklingen i tätorten Stäket 1950–1980 | Befolkningsutvecklingen i tätorten Stäket 1950–1980 | Befolkningsutvecklingen i tätorten Stäket 1950–1980 | Befolkningsutvecklingen i tätorten Stäket 1950–1980 |
| --------------------------------------------------- | --------------------------------------------------- | --------------------------------------------------- | --------------------------------------------------- | --------------------------------------------------- |
|                                                     |                                                     |                                                     |                                                     |                                                     |
| År                                                  |                                                     |                                                     | Folkmängd                                           | Areal (ha)                                          |
| 1950                                                | 1950                                                |                                                     | 406                                                 |                                                     |
| 1960                                                | 1960                                                |                                                     | 510                                                 | 127                                                 |
| 1965                                                | 1965                                                |                                                     | 459                                                 | 127                                                 |
| 1970                                                | 1970                                                |                                                     | 434                                                 |                                                     |
| 1975                                                | 1975                                                |                                                     | 480                                                 |                                                     |
| Anm.: Sammanvuxen med Stockholm 1980                |                                                     |                                                     |                                                     |                                                     |